# Înot masters
Înotul masters este înotul practicat de către adulți, ca amatori, atât în regim de competiție, cât și recreațional, într-un cadru organizat, definit de instituții și reglementări specifice. Alături de înot, înot sincron, înot în ape deschise (înotul de fond), polo pe apă și sărituri în apă, înotul masters este parte a natației, la rândul ei o ramură a sporturilor nautice, care implică acte sau acțiuni motrice efectuate în vederea deplasării corpului prin apă.
Înotul masters reprezintă un exemplu de pasiune în rândul foștilor înotători de elită care caută motivația de a fi tot timpul în formă, de a se antrena în mod regulat și de a-și stabili obiective sportive așa cum au făcut pentru competițiile din tinerețe.
Practicarea înotului de către adulți se poate desfășura ca: activitate recreativă (înotul de agrement); activitate de întreținere a capacității fizice (fitness); activitate terapeutică; – activitate de socializare; activitate de inițiere în înot pentru adulți; activitate competițională.

## Istoric
Primele concursuri de înot masters au fost organizate în anii 1970 și 1980 în Statele Unite ale Americii, Canada, Australia, Germania, Italia, Japonia, Marea Britanie și Noua Zeelandă.
Prima încercare de a aduce înotul masters la nivel internațional, a avut loc în anul 1978 la inaugurarea „Competiției Acvatice pe Grupe de Vârstă”, desfășurată în Toronto, Canada. Au participat sportivi adulți cu vârste peste 25 de ani, încadrați în grupe de vârstă din 5 în 5 ani.
Primul campionat mondial s-a desfășurat în anul 1978 la Toronto, apoi în 1984 la Christchurch, Noua Zeelandă.
La 12 aprilie 1983, în Sydney, s-a format organizația „Masters Swimming International” (MSI), având ca prim președinte pe australianul Gary Stutsel. Numărul țărilor membre a crescut la 9 și a fost întocmit un regulament.
Înotul masters a devenit membru oficial al FINA (Fédération Internationale de Natation) în anul 1986 la congresul ținut la Madrid, ocazie cu care a fost realizat un amendament la reguli cu referiri la legea sportului amator. Din anul 1986 campionatele mondiale se desfășoară sub tutela FINA.

## Înotul masters în România
La 25 mai 2007 este constituită a „Asociația de Înot Masters Romania” (IMRO), prima asociație națională din România dedicată în mod exclusiv practicării înotului de către adulți. La scurt timp apare primul număr al „InfoMasters”, buletin informativ privind înotul masters.
La 15 iunie în același an se constituie „Clubul de Înot Masters Timișoara”, primul club de înot masters din România, iar la 1 Decembrie este organizat, în Timișoara, primul concurs din România dedicat exclusiv înotului masters.
În anul 2011, în luna iulie are loc prima ediție a Campionatului Național de Înot Masters în România.

## Grupe de vârstă
Sportivii sunt grupați în 13 categorii de vârstă la probe individuale: 25-29 ani, 30-34, 35-39, șamd, cu categorii de 5 ani și 6 categorii la probe pe echipe (ștafete): 120-159 ani, 160-199, 200-240, etc. Vârsta minimă la înot masters este: România, Canada, SUA — minim 18 ani, Australia — minim 20 de ani.

## Probe de înot masters
- liber (craul): 50 m,100 m, 200 m, 400 m, 800 m, 1.500 m
- bras: 50 m,100 m, 200 m
- spate: 50 m, 100 m, 200 m
- fluture: 50 m,100 m, 200 m
- mixt: 200 m
- ștafeta liber: 4 x 50 m
- ștafeta mixt: 4 x 50 m
- ștafeta liber: (2 femei + 2 bărbați): 4 x 50 m
- ștafeta mixt: (2 femei + 2 bărbați): 4 x 50 m

Procedeele utilizate în înotul masters sunt aceleași cu cele din înotul de performanță: fluture, spate, bras și craul (liber).

## Competiții
Activitatea competițională de înot masters este reglementată și se desfășoară sub tutela FINA (Fédération Internationale de Natation).
La competițiile organizate sub egida federației europene sau a celei internaționale de natație, participarea la concurs este condiționată de apartenența la un club sau asociație.
Clubul este condus de către un organism de conducere, ales dintre membri și își administrează în mod independent patrimoniul și activitățile. Constituirea unui club de înot masters, ca persoană juridică, se face, de obicei, sub forma unei organizații non-guvernamentale nonprofit (ONG). În general, sursele de finanțare pentru club sunt cotizațiile membrilor, sponsorizări din partea firmelor, finanțări nerambursabile (granturi).
Sub tutela FINA se organizează campionate mondiale din anul 1986, cu excepția primelor două ediții.
- 1978 – Toronto, CAN (non-FINA)
- 1984 – Christchurch, NZL (non-FINA)
- 1986 – Tokyo, JAP
- 1988 – Brisbane, AUS
- 1990 – Rio de Janeiro, BRA
- 1992 – Indianapolis, USA
- 1994 – Montreal, CAN
- 1996 – Sheffield, ENG
- 1998 – Casablanca, MOR
- 2000 – Munich, GER
- 2002 – Christchurch, NZL
- 2004 – Riccione, ITA
- 2006 – Palo Alto, USA
- 2008 – Perth, AUS
- 2010 – Göteborg/Boras, SWE
- 2012 – Riccione, ITA
- 2014 – Montreal, CAN
- 2015 – Kazan, RUS
- 2017 – Budapesta, HUN[3]